# ماریو مولینا
ماریو ژوزه مولینا-پاسکِل هنریکز (به اسپانیایی: Mario José Molina-Pasquel Henríquez) (زاده ۱۹ مارس ۱۹۴۳ – درگذشته ۷ اکتبر ۲۰۲۰) در تاریخ ۱۹ مارس ۱۹۴۳ در مکزیکو سیتی به دنیا آمد و در ۷ اکتبر ۲۰۲۰ به‌دلیل حمله قلبی درگذشت. او شیمیدان مکزیکی بود که در سال ۱۹۹۵ به همراه فرانک رولند از آمریکا و پاول کروتزن از هلند «برای کار دربارهٔ شیمی اتمسفر به خصوص در مورد شکل‌گیری و تجزیه ازن»
جایزه نوبل شیمی به وی اعطا شد. او کسی بود که اثرات مضر کلروفلوئوروکربن (CFC) برلایه ازن را کشف کرد.
مولینا در کار خود، سمت‌های تحقیق و تدریس را در دانشگاه کالیفرنیا، ایروین، انستیتوی فناوری کالیفرنیا، انستیتوی فناوری ماساچوست، دانشگاه کالیفرنیا، سن دیگو و مرکز علوم جوی در مؤسسه اقیانوس‌شناسی اسکریپز داشت. مولینا همچنین مدیر مرکز انرژی و محیط زیست ماریو مولینا در مکزیکو سیتی بود. مولینا مشاور سیاست آب و هوا رئیس‌جمهور مکزیک، انریکه پنیا نیتو بود.

## فعالیت کاری
بین سال‌های ۱۹۷۴ و ۲۰۰۴، مولینا به‌طور مختلف پست‌های تحقیق و تدریس را در دانشگاه کالیفرنیا، ارواین، آزمایشگاه پیش‌رانش جت در مؤسسه فناوری کالیفرنیا و مؤسسه فناوری ماساچوست (MIT) بر عهده داشت، جایی که وی یک قرار کرسی مشترک در گروه جوی و سیاره زمین داشت. در اول ژوئیه ۲۰۰۴، مولینا به گروه شیمی و بیوشیمی در دانشگاه کالیفرنیا، سن دیگو و مرکز علوم جوی در مؤسسه اقیانوس‌شناسی Scripps پیوست. علاوه بر این او یک سازمان غیرانتفاعی تأسیس کرد که مرکز تحقیقات استراتژیک انرژی و محیط زیست ماریو مولینا (به اسپانیایی: Centro Mario Molina para Estudios Estratégicos sobre Energía y Medio Ambiente) را در مکزیکوسیتی در سال ۲۰۰۵ افتتاح کرد. مولینا به عنوان مدیر آن فعالیت می‌کرد.

## کشف اثرات مضر کلروفلوئوروکربن
در سال ۱۹۷۴، به عنوان محقق فوق دکترا در دانشگاه کالیفرنیا، ایروین، مولینا و اف. شروود رولند مقاله مشترکی را در مجله Nature نوشت که تهدید کلروفلوئوروکربن(CFC) برای لایه ازن در استراتوسفر را برجسته می‌کند. در آن زمان از کلروفلوئوروکربن به عنوان پیشرانه‌های شیمیایی و مبرد استفاده می‌شد. مولینا و رولند مقاله کوتاه Nature را با گزارشی ۱۵۰ صفحه ای برای کمیسیون انرژی اتمی ایالات متحده (AEC) دنبال کردند، که آنها را در نشست سپتامبر ۱۹۷۴ انجمن شیمی آمریکا در آتلانتیک سیتی ارائه دادند. این گزارش و یک کنفرانس مطبوعاتی سازمان یافته ACS، که در آن آنها خواستار ممنوعیت کامل انتشار بیشتر کلروفلوئوروکربنها در جو بودند، توجه ملی را به خود جلب کرد.
یافته‌های رولند و مولینا توسط تولیدکنندگان تجاری و گروه‌های صنایع شیمیایی مورد مناقشه قرار گرفت و توافق عمومی دربارهٔ نیاز به اقدام فقط در سال ۱۹۷۶ با انتشار مروری بر علم توسط آکادمی ملی علوم آغاز شد. کارهای رولند و مولینا با اثبات کاهش طولانی مدت ازن استراتوسفر در قطب جنوب که توسط جوزف سی فرمان و همکارانش در نشریه نیچر در سال ۱۹۸۵ منتشر شد، بیشتر مورد حمایت قرار گرفت. ادامه کار منجر به تصویب پروتکل مونترال (توافق‌نامه ای) شد برای کاهش تولید و استفاده از کلروفلوئوروکربن) توسط ۵۶ کشور در سال ۱۹۸۷، و اقدامات بیشتر در جهت حذف جهانی کلروفلوئوروکربن از قوطی‌های آئروسل و یخچال‌ها. برای همین کار است که بعداً مولینا جایزه نوبل شیمی را در سال ۱۹۹۵ با پاول کروتزن و اف شروود رولند به اشتراک گذاشت. این استناد به ویژه "وی و همکارانش را به دلیل" کار در شیمی جوی، به ویژه در مورد تشکیل و تجزیه ازن "به رسمیت می‌شناسد.
مولینا در سال ۱۹۷۳ به عنوان دانشجوی فوق دکترا به آزمایشگاه پروفسور فرانک رولند پیوست. در اینجا، مولینا تحقیقات پیشگامانه رولند را در مورد شیمی «اتم داغ» ادامه داد، که این مطالعه خواص شیمیایی اتم‌های دارای انرژی ترجمه اضافی به دلیل فرایندهای رادیواکتیو است.
این مطالعه به زودی منجر به تحقیق در مورد کلروفلوئوروکربن‌ها، گازهای ظاهراً بی‌ضرری شد که در مبردها، اسپری‌های آئروسل و ساخت کفهای پلاستیکی استفاده می‌شد. CFCها با فعالیت انسان آزاد می‌شدند و معروف بودند که در جو تجمع می‌یابند. س basicال اساسی علمی که مولینا پرسید این بود که "نتیجه آزاد کردن جامعه در محیطی که قبلاً آنجا نبود چه نتیجه ای دارد؟"
رولند و مولینا قبلاً ترکیبات مشابه کلروفلوئوروکربن (CFC) را مورد بررسی قرار داده بودند. آنها با هم تلفیق دانش اولیه در مورد شیمی ازن، کلروفلوئوروکربن و شرایط جوی با مدل‌سازی رایانه ای، تئوری تخریب ازن کلروفلوئوروکربن را توسعه دادند. ابتدا مولینا تلاش کرد تا بفهمد چگونه کلروفلوئوروکربن‌ها می‌توانند تجزیه شوند. در سطح پایین‌تر جو، آن‌ها بی اثر بودند. مولینا دریافت که اگر کلروفلوئوروکربن‌های منتشر شده در جو با فرایندهای دیگر تحلیل نرود، به‌طور مداوم به ارتفاعات بیشتری می‌رسند. بالاتر از جو، شرایط مختلفی اعمال می‌شود. بالاترین سطح استراتوسفر در معرض نور ماورای بنفش خورشید است. یک لایه نازک ازن که در استراتوسفر شناور است، سطح پایین‌تری از جو را از آن نوع تابش محافظت می‌کند.

## افتخارات

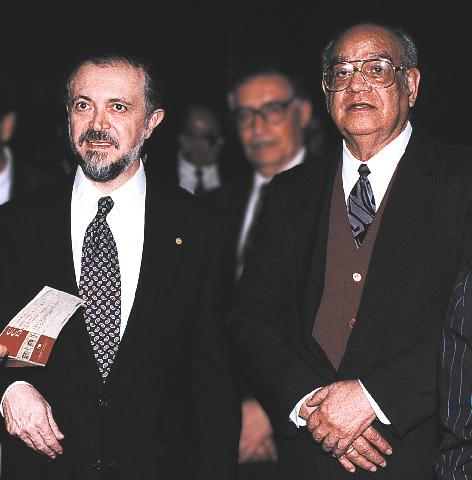
ماریو مولینا (سمت چپ) به همراه هموطن خود لویس ای. میرامونتس، مخترع اولین داروی پیشگیری از بارداری خوراکی، در سال ۱۹۹۵

مولینا جوایز و افتخارات بی شماری دریافت کرد، از جمله به اشتراک گذاشتن جایزه نوبل شیمی ۱۹۹۵ با پاول کروتزن و اف شروود رولند برای کشف نقش CFC در تخریب لایه ازن.
مولینا در سال ۱۹۹۳ به عضویت آکادمی ملی علوم ایالات متحده انتخاب شد. وی در سال ۱۹۹۶ به عضویت مؤسسه پزشکی ایالات متحده انتخاب شد و در سال ۲۰۰۳ نیز به عضویت کالج ملی مکزیک انتخاب شد. وی همچنین یکی از اعضای آکادمی علوم مکزیک بود. مولینا یکی از اعضای انجمن پیشبرد علوم آمریکا بود و به‌طور مشترک رئیس هیئت علمی اقلیم AAAS 2014، آنچه ما می‌دانیم: واقعیت، خطرات و واکنش به تغییرات آب و هوایی بود.

### مدارک افتخاری
مولینا بیش از سی مدرک افتخاری دریافت کرد.
- Yale University (1997)[۲۳] از جمله موارد زیر:
- مدرک افتخاری از دانشگاه ییل (۱۹۹۷)[۲۴]
- مدرک افتخاری از دانشگاه تافتز (۲۰۰۳)[۲۵]
- مدرک افتخاری از دانشگاه دوک (۲۰۰۹)[۲۶]
- مدرک افتخاری از دانشگاه هاروارد (۲۰۱۲)[۲۶]

## زندگی شخصی
مولینا در ژوئیه سال ۱۹۷۳ با همکار شیمی‌دان خود، لوئیزا تان ازدواج کرد. آنها زمانی که مولینا دکترای خود را در دانشگاه کالیفرنیا، برکلی دنبال می‌کرد، با یکدیگر آشنا شده بودند. آنها در پاییز همان سال به ارواین، کالیفرنیا نقل مکان کردند. این زوج بعداً طلاق گرفتند. لوئیزا تان مولینا اکنون دانشمند اصلی مرکز مطالعات استراتژیک مولینا در انرژی و محیط زیست در لاجولا، کالیفرنیا است. پسر آن‌ها، فیلیپه خوزه مولینا، در سال ۱۹۷۷ متولد شد. وی از دانشگاه براون و دانشکده پزشکی هاروارد فارغ‌التحصیل شد و اکنون به عنوان یک متخصص داخلی در بوستون کار می‌کند. وی به مرکز پزشکی Beth Israel Deaconess وابسته است و یک مربی در پزشکی در مرکز پزشکی Beth Israel Deaconess و دانشکده پزشکی هاروارد است. مولینا در فوریه ۲۰۰۶ با همسر دوم خود، گوادالوپ آلوارز ازدواج کرد.
مولینا در ۷ اکتبر سال ۲۰۲۰، در سن ۷۷ سالگی، به دلیل حمله قلبی درگذشت.

## مقالات برگزیده
- Molina, Luisa T. , Molina, Mario J. and Renyi Zhang. "Laboratory Investigation of Organic Aerosol Formation from Aromatic Hydrocarbons", Massachusetts Institute of Technology (MIT), United States Department of Energy, (اوت ۲۰۰۶).
- Molina, Luisa T. , Molina, Mario J. , et al. "Characterization of Fine Particulate Matter (PM) and Secondary PM Precursor Gases in the Mexico City Metropolitan Area", Massachusetts Institute of Technology (MIT), United States Department of Energy, (اکتبر ۲۰۰۸).